# Staatliches Institut für Musikforschung

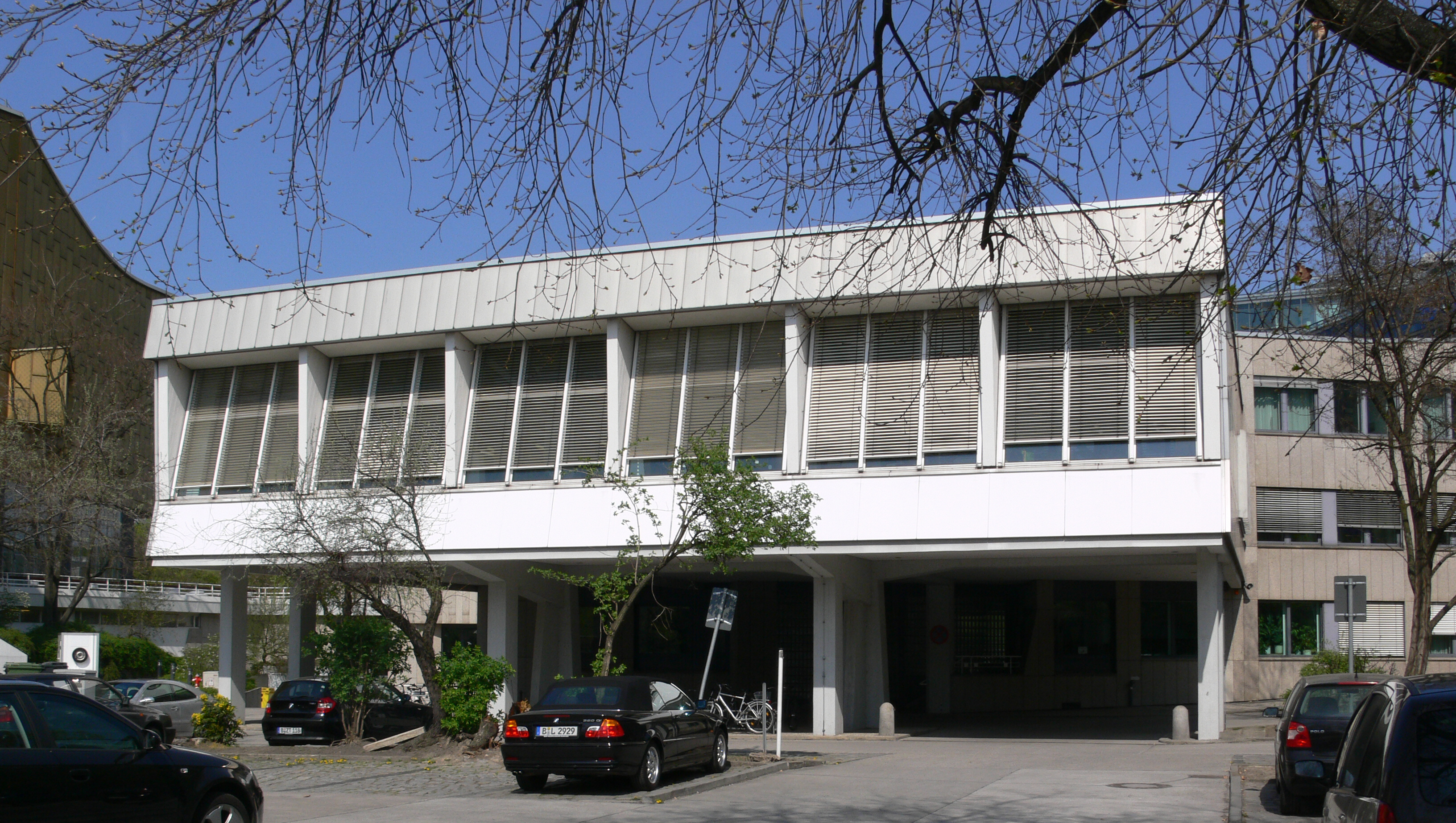
Eingang zum SIMPK neben dem Parkplatz der Philharmonie (2009)

Das Staatliche Institut für Musikforschung – Preußischer Kulturbesitz (SIMPK) ist eine musikwissenschaftliche Forschungseinrichtung für Musikinstrumentenkunde, Musikgeschichte, Musiktheorie sowie Akustik in Berlin, zu dem das Musikinstrumenten-Museum und eine Fachbibliothek gehören. Das SIM ist eine Einrichtung der Stiftung Preußischer Kulturbesitz.

## Geschichte
Die Bemühungen preußischer Gelehrter um eine Forschungseinrichtung für Musikgeschichte und Instrumentenkunde reichen in das Jahr 1888 zurück, als Philipp Spitta und Joseph Joachim den Ankauf der Leipziger Musikinstrumentensammlung Paul de Wit anregten. Mit ihren 240 Objekten sowie 34 Musikinstrumenten aus dem Kunstgewerbemuseum wurde die Sammlung historischer Instrumente an der Königlichen akademischen Hochschule für Musik begründet. Weitere Erwerbungen kamen 1890 und 1891 hinzu. 1902 ermöglichte Kaiser Wilhelm II. den Aufkauf einer 1145 Objekte umfassenden Instrumentensammlung aus Gent.
Am 14. Februar 1893 wurde unter der Direktion von Oskar Fleischer die Königliche Sammlung alter Musikinstrumente in der ehemaligen Bauakademie am Schinkelplatz eröffnet. 1917 gründete Carl August Rau (1890–1921) nach Vorbereitung unter der Schirmherrschaft des Fürsten Adolf zu Schaumburg-Lippe das Fürstliche Institut für musikwissenschaftliche Forschung zu Bückeburg. Nach dem Ersten Weltkrieg übernahm Curt Sachs im Dezember 1919 die Leitung der Sammlung bei der Berliner Staatlichen Hochschule für Musik. Als Jude wurde Curt Sachs im Frühjahr 1933 seines Amtes enthoben und rettete sich über Paris ins amerikanische Exil. Neuer Direktor der Sammlung wurde Georg Schünemann.
1935 wurde das Staatliche Institut für Deutsche Musikforschung unter Direktion von Max Seiffert ins Leben gerufen: Das fürstliche Institut in Bückeburg wurde ihm als „historische Abteilung“ angegliedert, das seit 1917 in Berlin existierende Musikarchiv der deutschen Volkslieder bildete die „Abteilung Volksmusik“, zunächst unter der kommissarischen Leitung von Kurt Huber, der bereits nach einem Jahr von Alfred Quellmalz abgelöst wurde. Die dritte Abteilung war das bisher zur Hochschule für Musik gehörende Musikinstrumente-Museum, welches 1936 angeschlossen wurde. In den Jahren des Dritten Reichs erlebte das Institut einen Aufschwung, da die meisten Musikwissenschaftler, soweit sie nicht emigriert waren, bereitwillig den Nationalsozialismus unterstützten. 1941 trat Max Seiffert in den Ruhestand; bis 1945 stand das Institut unter kommissarischer Leitung von Hans Albrecht. Am 1. Januar 1945 wurde das Institut durch Erlass des Reichsministers für Wissenschaft, Erziehung und Volksbildung Bernhard Rust geschlossen.
In den Nachkriegsjahren kam das Institut in die Trägerschaft des Berliner Senats und konnte nach wechselnden provisorischen Unterkünften 1949 unter Leitung von Alfred Berner in das Schloss Charlottenburg einziehen, wo auch das Musikinstrumente-Museum Ausstellungsräume erhielt, das 1963 wiedereröffnet wurde. 1962 war das Institut mit seinem Museum in den Verband der neugegründeten Stiftung Preußischer Kulturbesitz eingegliedert worden. Nach mehreren Umzügen wurde von 1979 bis 1984 nach Plänen des Architekten Hans Scharoun in der Nachbarschaft der Philharmonie ein am 14. Dezember 1984 eröffneter Neubau in der Tiergartenstraße 1 errichtet, der heute das Staatliche Institut für Musikforschung beherbergt.
Alfred Berner ging 1975 in den Ruhestand. Sein Nachfolger wurde Hans-Peter Reinicke. Ihm folgte 1989 die ehemalige Leiterin des Musikinstrumenten-Museums Dagmar Droysen-Reber. Direktor des Instituts war von 2001 bis Juli 2021 Thomas Ertelt. Seine Nachfolgerin ist die Musikwissenschaftlerin Rebecca Wolf. Die Direktion des Musikinstrumenten-Museums übernahm 1994 bis 2023 Conny Restle. Seit 15. Juli 2024 ist Emanuele Marconi Direktor des Museums.

## Aufgaben
Das Staatliche Institut für Musikforschung beschäftigt heute gut 40 Mitarbeitende in drei Abteilungen („Musikinstrumenten-Museum“, „Musiktheorie und Musikgeschichte mit Referat für musikwissenschaftliche Dokumentation“, „Akustik und Musiktechnologie / Studiotechnik und IT“).
Eine praxisorientierte Musiktheorie, die das Verhältnis von musikalischer Theorie und der Praxis des Musizierens reflektiert, historische Instrumentenkunde und die 1936 begründete Bibliographie des Musikschrifttums (BMS) und Akustikforschung bilden die Schwerpunkte der Arbeit des Instituts. Ein auf die Initiative von Carl Dahlhaus zurückgehendes, auf 15 Bände angelegtes Langzeitprojekt zur Geschichte der Musiktheorie wird hier erarbeitet. Einen weiteren Schwerpunkt der wissenschaftlichen Arbeit am Institut bildet die Interpretationsforschung. Seit 2019 erscheint die insgesamt vier Bände umfassende Publikation   Geschichte der musikalischen Interpretation im 19. und 20. Jahrhundert.
Außerdem erarbeitet das Institut eine Gesamtedition der Briefwechsel der Wiener Schule (unter anderem 2300 Briefe von Arnold Schönberg, Alexander Zemlinsky, Alban Berg und Anton Webern sowie die Korrespondenz ihrer maßgeblichen Interpreten Eduard Steuermann und Rudolf Kolisch).
Das Gebäude an der Tiergartenstraße verfügt über eine Bibliothek (ca. 67.000 Bände, 170 fortlaufend vorgehaltene Zeitschriften) sowie eine Tonträgersammlung, ein E-Labor, Tonstudio, Hallraum, digitale Schnittplätze für Forschungen zur Akustik sowie über einen Veranstaltungsraum mit rund 200 Plätzen (Curt-Sachs-Saal). Ferner beschäftigte sich das Institut unter Führung des langjährigen Vorsitzenden des Preises der deutschen Schallplattenkritik, Martin Elste, mit der Aufnahme und Verbreitung kommerziell produzierter und vervielfältigter Tonträger (Diskologie). Das Archiv bewahrt neben Musikalien und Notenhandschriften (650 Manuskripte, davon 320 Autographen) über 6000 Musikerbriefe auf, unter anderem aus den Nachlässen von Joseph Joachim und Franz Wüllner.
Mit regelmäßigen öffentlichen Konzerten, Symposien und Vorträgen präsentiert das Institut die Erträge seiner Forschung der Öffentlichkeit. Das Dokumentationsprojekt BMS online macht die fortlaufende Bibliographie musikwissenschaftlichen Schrifttums einem weiten Nutzerkreis zugänglich.
Das SIM-Jahrbuch steht ab dem Jahrgang 2020/21 als digitale Open-Access-Publikation bei   musiconn.publish  zur Verfügung.